# Marinaleda (kommunhuvudort)
Marinaleda är en kommunhuvudort i Spanien.   Den ligger i provinsen Provincia de Sevilla och regionen Andalusien, i den södra delen av landet, 400 km söder om huvudstaden Madrid. Marinaleda ligger 204 meter över havet och antalet invånare är 2 698.
Terrängen runt Marinaleda är platt åt nordväst, men åt sydost är den kuperad. Runt Marinaleda är det ganska tätbefolkat, med 80 invånare per kvadratkilometer. Närmaste större samhälle är Estepa, 11,2 km sydost om Marinaleda. Trakten runt Marinaleda består till största delen av jordbruksmark.